# Glarus Süd
Glarus Süd (schweizertyska: Glaris Süd) är en kommun i kantonen Glarus i Schweiz. Kommunen har 9 659 invånare (2023). Huvudort är Schwanden.
Kommunen skapades den 1 januari 2011 genom sammanslagningen av de tidigare kommunerna Betschwanden, Braunwald, Elm, Engi, Haslen, Linthal, Luchsingen, Matt, Mitlödi, Rüti, Schwanden, Schwändi och Sool.
En majoritet (91,5 %) av invånarna är tyskspråkiga (2014). En italienskspråkig minoritet på 2,5 % lever i kommunen. 27,5 % är katoliker, 44,6 % är reformert kristna och 28,0 % tillhör en annan trosinriktning eller saknar en religiös tillhörighet (2014).
| Ort                   | Invånare 31 dec 2022 |
| --------------------- | -------------------- |
| Schwanden             | 2 579                |
| Mitlödi               | 1 075                |
| Linthal               | 1 027                |
| Elm                   | 635                  |
| Engi                  | 619                  |
| Haslen                | 599                  |
| Luchsingen            | 566                  |
| Schwändi b. Schwanden | 446                  |
| Rüti                  | 400                  |
| Hätzingen             | 298                  |
| Matt                  | 288                  |
| Braunwald             | 277                  |
| Nidfurn               | 262                  |
| Sool                  | 242                  |
| Betschwanden          | 198                  |
| Diesbach              | 193                  |
| Leuggelbach           | 150                  |